# Diskoton
 Diskoton  — компанія звукозапису, яка була розташована у місті Сараєво, що в Соціалістичній Республіці Боснія і Герцеговина у колишній Югославії.

## Історія
Diskoton був офіційно заснований у 1972 році в Сараєво за ініціативою Асіма Хаверіча, тодішнього співробітника студії звукозапису Beograd Disk (пізніше стала Jugodisk). Він переконав Йово Беатовича, керівника міської комунальної компанії Park у Сараєво, організувати на своєму підприємстві компанію з виробництва звукозаписів.
Diskoton випускав численні записи багатьох колишніх югославських артистів, включаючи альбоми рок-груп Amajlija, Ambasadori, Бијело дугме, Дивље јагоде, Індексі, Jugosloveni, Діно Мерлін, Zabranjeno Pušenje, поп-рок-співаків Здравко Чолич та Сеид Мемич Вайта, а також поп/фолк співачки Фахрети Живойнович і Неди Украден. Один з найвідоміших релізів Diskoton — це саундтрек до фільму «Час циган» Еміра Кустуриці.
Також лейбл, для ринку колишньої Югославії, випускав записи іноземних артистів, таких як The Commodores, Рой Харпер, Дайана Росс, The Temptations, Стіві Вандер, Ґлорія Ґейнор, Арета Франклін, Лайонел Річі.
З початком війни в Боснії і Герцеговині, компанія припинила своє існування. Студія була повністю знищена разом з усіма майстер-копіями альбомів, а це означає, що відтепер більшість альбомів недоступні в Master Quality (за винятком тих небагатьох, які були випущені на CD).

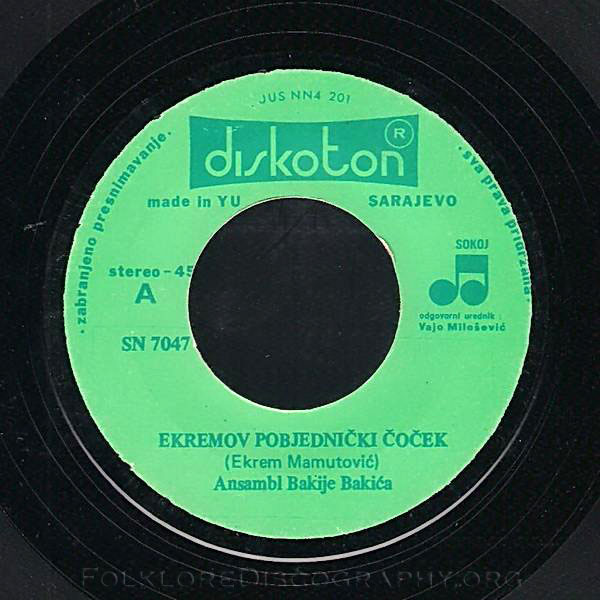
Лейбл Diskoton на вініловій платівці Ensemble Branko Milenović.

## Конкуренція
Іншими великими фірмами звукозапису в колишньої Соціалістичної Федеративної Республіки Югославії були: PGP RTB і Jugodisk з Белграда; Југотон і Suzy із Загреба; ZKP RTLJ з Любляни.